# Tiny Kahn
Norman "Tiny" Kahn (1923 – 19. august 1953 i USA) var en amerikansk jazztrommeslager. 
Kahn spillede bl.a. med Stan Getz, Lester Young og Woody Herman. 